# Marie de Bade (1834-1899)
La princesse Marie de Bade (20 novembre 1834, à Karlsruhe - 21 novembre 1899, à Amorbach) est la fille de Léopold, grand-duc de Bade et de Sophie de Suède. Elle est princesse de Leiningen par son mariage avec Ernest de Leiningen.

## Famille

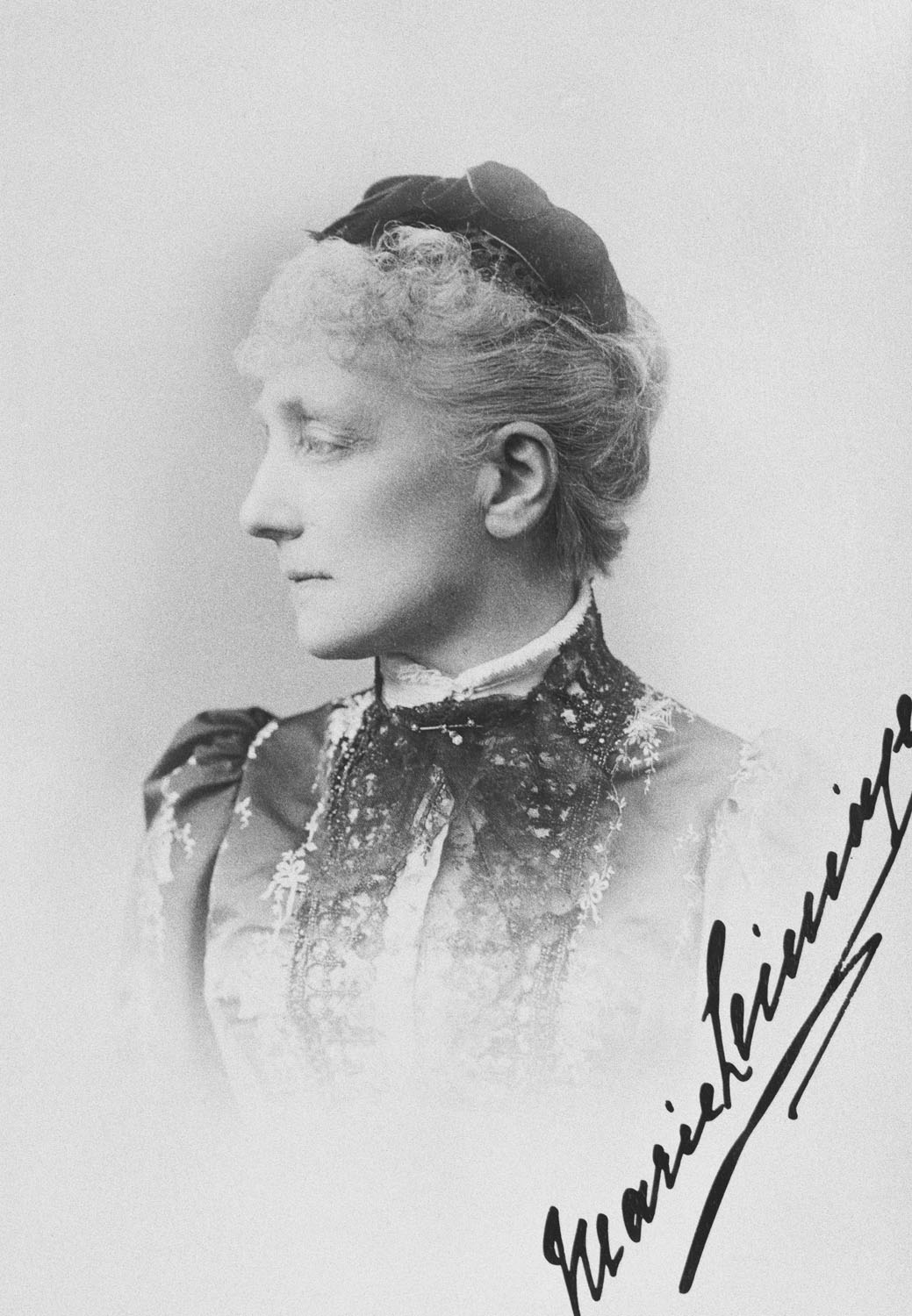
Marie, princesse de Leiningen, en 1894.

La princesse Marie naît le 20 novembre 1834 à Karlsruhe. Elle est la troisième fille et le septième enfant du grand-duc Léopold Ier de Bade et de la princesse Sophie de Suède.
Le père de Marie descend d'une branche morganatique de la Maison de Bade (sa mère étant Louise-Caroline de Hochberg, une roturière) et n'avait donc pas droit à un statut princier ni au grand-duché de Bade. Cependant, en 1830, il monte sur le trône après la disparition de la principale lignée masculine de la famille. Léopold est considéré comme le premier dirigeant allemand à engager des réformes libérales. Sa mère est la fille du roi Gustave IV Adolphe de Suède et de Frédérique de Bade.

## Mariage et descendance
Le 11 septembre 1858 à Karlsruhe, Marie épouse le prince Ernest de Leiningen (1830-1904), fils aîné de Charles de Leiningen et de Maria von Klebelsberg. Le prince Charles de Leiningen est le demi-frère maternel de la reine Victoria du Royaume-Uni. Ils ont deux enfants :
- Alberta de Leiningen (24 décembre 1863 - 30 août 1901) ;
- Emich de Leiningen (18 janvier 1866 - 18 juillet 1939), épouse la princesse Féodora de Hohenlohe-Langenbourg (1866-1932).

## Titres et prédicats
- 20 novembre 1834 - 11 septembre 1858 : Son Altesse Grand-Ducale la princesse Marie de Bade
- 11 septembre 1858 - 21 novembre 1899 : Son Altesse Grand-Ducale la princesse de Leiningen